# HD 132406 b
HD 132406 b är en exoplanet som är belägen 221 ljusår från jorden i Björnvaktaren. Den kretsar runt en sol-lik G0V stjärna på c:a 974 dygn. Planeten är en gasjätte som är c:a 5,6 gånger så massiv som Jupiter.